# ダイヤモンドブログ
ダイヤモンドグループ株式会社は、 東京都中央区に本社を置くイベント運営などを手掛けるエンターテインメント会社。旧商号は株式会社ダイヤモンドブログ（2022年3月8日に商号変更）。芸能人・スポーツ選手・著名人限定のブログサービスも手掛ける。
なお、経済雑誌『ダイヤモンド』やウェブサイト「ダイヤモンド・オンライン」を発行・運営する株式会社ダイヤモンド社とは一切関係ない。

## 会社概要
- 本社所在地：東京都中央区八丁堀4丁目1番3号
- 設立：2010年2月18日
- 資本金：3,800万円
- 法人番号：1010001130637
- 代表取締役：小田隆雄
- 取締役会長：鈴木学
- 取締役副社長：渡邊武志

### 事業内容
- ダイヤモンドブログなどのメディア媒体の運営
- インターネットを利用した各種情報提供サービス
- 広告代理業及び広告業
- インターネットによる総合コンサルティング業務
- 各種イベントの企画、製作、運営及び管理

## 破産申立
東京商工リサーチによると、長渕剛が代表を務める（株）オフィスレンが、東京地方裁判所にダイヤモンドグループの破産を申し立てたことが明らかとなった。ダイヤモンドグループはオフィスレンに対して約2億6,000万円（ツアー分配金の約2億円及びファンクラブ会費の約2,500万円など）があるとされ、東京地裁は破産開始決定とするかを今後判断するとしている。